# Dom Ludowy w Sosnowcu
Dom Ludowy w Sosnowcu – budynek przy ul. Klubowej 2 w sosnowieckiej dzielnicy Ostrowy Górnicze, wybudowany w latach 1902–1903 według projektu warszawskich architektów Franciszka Lilpopa i Kazimierza Jankowskiego. Budynek został wzniesiony zgodnie z propagowanym w tamtym czasie przez Stanisława Witkiewicza stylem zakopiańskim, jako właściwym narodowym stylem budownictwa drewnianego. Jeden z elementów kompleksu, w którego skład wchodziły:
- Willa Dyrektora
- Szpital z 1893 r.
- Szkoła z 1901 r.
- Ambulatorium w stylu zakopiańskim z 1904 r.
- Dom Ludowy z 1903 r.
- 2 domy urzędnicze w stylu dworkowym z lat 20. XX wieku.

Inicjatorem i fundatorem budowy było Warszawskie Towarzystwo Kopalń i Zakładów Hutniczych.
Obiekt w czasach powstania spełniał wiele funkcji: gospoda górnicza, biblioteka i czytelnia, sala balowa, sala bilardowa, restauracja oraz sala teatralna. Otoczony terenem parkowym stanowił miejsce wypoczynku i rozrywki urzędników i wybranych (wyróżnionych) pracowników Warszawskiego Towarzystwa Kopalń i Zakładów Hutniczych. Z tego też powodu potocznie był nazywany Gospodą w Niemcach (osada Niemce – nazwa zastąpiona po 1945 r. nazwą Ostrowy Górnicze) lub Klubem. Do 1939 roku budynek pełnił rolę ośrodka życia społecznego i kulturalnego. Po II wojnie światowej do końca lat 70. XX wieku, znajdował się w nim Dom Kultury Kopalni Kazimierz-Juliusz.
Obecnie Dom Ludowy czyli Gospoda w Niemcach jest siedzibą Szkółki Drzew "Alicja" oraz Domu Weselnego. Można również tutaj skorzystać z miejsc noclegowych. Do dzisiejszych czasów zachowały się drewniane stropy, oryginalna stolarka okienna i drzwiowa, piece kaflowe oraz elementy wystroju wnętrz. Przez obecnych właścicieli został odrestaurowany z dużym zaangażowaniem – prace renowacyjne trwają cały czas od 1993 r..